# José María Jiménez Sastre
José María Jiménez Sastre, de sobrenom El Chava (El Barraco, província d'Àvila, 6 de febrer de 1971 - Madrid, 6 de desembre de 2003), fou un ciclista espanyol, professional entre els anys 1992 i 2001.
En el seu palmarès destaquen 9 victòries d'etapa a la Volta a Espanya, cursa en la qual guanyà quatre vegades el Gran Premi de la Muntanya i una el de la regularitat. El 1997 guanyà el Campionat d'Espanya en ruta i el 2000 la Volta a Catalunya i la Classica dels Alps.
Es retirà del ciclisme el 2002, afectat per una forta depressió. Morí a Madrid el 6 de desembre del 2003, a causa d'una aturada cardíaca.

## Palmarès
- 1992
  - 1r al Circuito Montañés
- 1994
  - 1r a la Volta a la Rioja i vencedor d'una etapa
  - 1r a la Pujada a Urkiola
  - 1r al Memorial Manuel Galera
- 1995
  - 1r a la Colorado Classic i vencedor de 2 etapes
  - Vencedor d'una etapa de la Volta a Catalunya
- 1996
  - 1r a la Pujada a Urkiola
- 1997
  -  Campió d'Espanya de ciclisme en ruta
  - 1r a la Volta a la Rioja i vencedor d'una etapa
  - Vencedor d'una etapa a la Volta a Espanya i 1r de la classificació de la muntanya
- 1998
  - Vencedor de 4 etapes a la Volta a Espanya i 1r de la classificació de la muntanya
  - Vencedor d'una etapa a la Volta a Astúries
  - Vencedor d'una etapa al Critèrium del Dauphiné i 1r de la classificació de la muntanya
- 1999
  - Vencedor d'una etapa a la Volta a Espanya i 1r de la classificació de la muntanya
- 2000
  -  1r a la Volta a Catalunya i vencedor de 2 etapes
  - 1r a la Clàssica dels Alps
- 2001
  - Vencedor de 3 etapes a la Volta a Espanya, 1r de la classificació de la muntanya i 1r de la classificació per punts

### Resultats a la Volta a Espanya
- 1996. 12è de la classificació general
- 1997. 21è de la classificació general.  1r de la classificació de la muntanya i vencedor d'una etapa
- 1998. 3r de la classificació general.  1r de la classificació de la muntanya i vencedor de 4 etapes.  Mallot or durant 4 etapes
- 1999. 5è de la classificació general.  1r de la classificació de la muntanya i vencedor d'una etapa
- 2000. Abandona (8a etapa)
- 2001. 17è de la classificació general.  1r de la classificació de la muntanya.  1r de la classificació per punts i vencedor de 3 etapes

### Resultats al Tour de França
- 1996. 57è de la classificació general
- 1997. 8è de la classificació general
- 1998. retirada de l'equip Banesto
- 2000. 24è de la classificació general

### Resultats al Giro d'Itàlia
- 1995. 26è de la classificació general
- 1999. 33è de la classificació general